# Liste der Stolpersteine im Kölner Stadtteil Longerich
Die Liste der Stolpersteine im Kölner Stadtteil Longerich führt die vom Künstler Gunter Demnig verlegten Stolpersteine im Kölner Stadtteil Longerich auf.
Die Liste der Stolpersteine beruht auf den Daten und Recherchen des NS-Dokumentationszentrums der Stadt Köln, zum Teil ergänzt um Informationen und Anmerkungen aus Wikipedia-Artikeln und externen Quellen. Ziel des Kunstprojektes ist es, biografische Details zu den Personen, die ihren (letzten) freiwillig gewählten Wohnsitz in Köln hatten, zu dokumentieren, um damit ihr Andenken zu bewahren.
Anmerkung: Vielfach ist es jedoch nicht mehr möglich, eine lückenlose Darstellung ihres Lebens und ihres Leidensweges nachzuvollziehen. Insbesondere die Umstände ihres Todes können vielfach nicht mehr recherchiert werden. Offizielle Todesfallanzeigen aus den Ghettos, Haft-, Krankenanstalten sowie den Konzentrationslagern können oft Angaben enthalten, die die wahren Umstände des Todes verschleiern, werden aber unter der Beachtung dieses Umstandes mitdokumentiert.
| Bild                                               | Name sowie Details zur Inschrift                                                                                           | Adresse                                              | Zusätzliche Informationen |
| -------------------------------------------------- | --- | ---------------------------------------------------- | ------------------------- |
| Stolperstein für Walter Birnkott (Hansenstraße 70) | Hier wohnte Walter Birnkott (Jahrgang 1912) KPD-Mitglied Strafkompanie 999 Griechenland Vermisst gemeldet 12. Oktober 1944 | Hansenstraße 70 (früher, Ginsterpfad 388) (Standort) | Politisch Verfolgter      |

## Quelle
- NS-Dokumentationszentrum - Stolpersteine | Erinnerungsmale für die Opfer des Nationalsozialismus (Stadtteilliste Longerich)